# Salvinorin A
Salvinorin A är det huvudsakliga psykoaktiva ämnet i profetsalvia, Salvia divinorum, och är ett av ämnena i salvinoringruppen. Profetsaliva är en mexikansk växt som länge har använts som enteogen av mazatekernas schamaner. Ämnet beskrevs och namngavs 1982 av Alfredo Ortega tillsammans med några mexikanska kollegor.

## Kemisk jämförelse med andra hallucinogener
Salvinorin A är strukturellt olika andra naturligen förekommande hallucinogener såsom DMT, psilocybin och meskalin, eftersom ämnet inte innehåller några kväveatomer. Till skillnad från dessa är salvinorin A därför ingen alkaloid (och kan inte framställas som salt) utan en terpenoid.
Salvinorin A förekommer tillsammans med flera andra kemiskt besläktade salvinoriner.

## Verkan
Salvinorin A kan ge upphov till psykoaktiva upplevelser i människor med en typisk varaktighet från ett antal minuter upp till cirka en timme, beroende på hur ämnet intas. Ämnets verkan har beskrivits som annorlunda än andra hallucinogener (de som är alkaloider) och som dissociativt.
Till skillnad från de flesta andra psykedeliska ämnen uppvisar salvinorin A en stark agonistisk affinitet för kappa-opioidreceptorer, men i princip ingen alls för serotonin- och dopaminreceptorer, som övriga psykedeliska droger ofta binder till. Salvinorin A är den mest potenta naturligt förekommande hallucinogenen som hittills upptäckts, aktiv redan vid 250 μg (rökt). Det finns dock syntetiska hallucinogener, som LSD, som är verksamma i lägre doser.
Vid ett experiment 2008 med 14 frivilligt deltagande personer tog det i genomsnitt 1 timme för verkan att gå över.
Rusverkan av salvinorin A börjar ca 1 minut efter intag, och de psykedeliska effekterna pågår oftast i 15 minuter eller mindre. Under ruset upplever somliga personer panikkänslor och ångest. Andra experiment har visat att puls och blodtryck påverkas föga under ruset.
Eftereffekter efter salvinorinmissbruk inkluderar urinträngning. Efter rökning av salvinorin A kan ämnet konstateras i urinen. Andra biverkningar är illamående, nedstämdhet, minnestörning.
Nedsväljning av ren salvinorin A medför behov av läkarvård.

## Forensiskidentifiering
Medoder för att upptäcka salvinorin A i hårstrån har utarbetats. Vid undersökning av hårstrån från en person som vanerökt Salvia divinorum kunde man upptäcka salvinorin A med koncentrationen 3,2 ng/mg hår.
Det går också att mäta koncentrationen redan i små mängder av blod och andra kroppsvätskor.

## Klassificering som drog
I vissa länder och områden är salvinorin A, tillsammans med växten profetsalvia, föremål för klassificering som en drog.

### USA
I USA är salvinorin A inte drogklassificerad på federal nivå, men däremot i delstaten Florida. I början av 2000-talet uppmärksammades ett ökande missbruk av profetsalvia i USA.

### Sverige
I Sverige finns salvinorin A sedan 2006 upptagen i Förordningen om förbud mot vissa hälsofarliga varor. Samma sak gäller alla delar av växten profetsalvia från vilka salvinorin A inte blivit extraherat.

## Fysiska egenskaper
- Ångtryck 7,9 × 10−11 mm Hg vid 25 °C
- Löslig i etanol och aceton
- Polarisering —45,3° vid 22 °C (kloroform, CHCl3)
- Stabilt om förvarat nedkylt till -20 °C och mörkt.
- Vid brand utvecklas koloxider